# Bismit
Bismit (veraltet auch Wismutocker) ist ein Mineral aus der Mineralklasse der Oxide und Hydroxide. Es kristallisiert im monoklinen Kristallsystem mit der chemischen Zusammensetzung Bi2O3 und entwickelt meist körnige bis massige Mineral-Aggregate oder erdige bis pulvrige Überzüge in gelber, grüngelber oder graugrüner Farbe. Kristalle entstehen nur selten und dann auch nur mikroskopisch klein.
Es ist sehr weich und leicht zu zerreiben, undurchsichtig und von gelb über grau nach grün schimmernd oder matt. Es besteht aus Wismutoxid Bi2O3 mit 89,7 % Wismut und kann durch Eisen, Kupfer und Arsen verunreinigt sein.

## Etymologie und Geschichte
Erstmals beschrieben wurde Bismit 1753 durch Johan Gottschalk Wallerius, der das Mineral nach seiner Zusammensetzung benannte. Als Typlokalität gilt Wolfgang Maaßen-Grubenfeld (Pucherschacht) bei Neustädtel im Erzgebirge.

## Klassifikation
In der veralteten 8. Auflage der Mineralsystematik nach Strunz gehörte der Bismit zur Mineralklasse der „Oxide und Hydroxide“ und dort zur Abteilung „M2O3- und verwandte Verbindungen“, wo er gemeinsam mit Arsenolith, Russellit, Senarmontit und Sillénit sowie im Anhang mit Koechlinit in der „Arsenolith-Bismit-Gruppe“ mit der Systemnummer IV/C.02 steht.
In der zuletzt 2018 überarbeiteten Lapis-Systematik nach Stefan Weiß, die formal auf der alten Systematik von Karl Hugo Strunz in der 8. Auflage basiert, erhielt das Mineral die System- und Mineralnummer IV/C.02-030. Dies entspricht ebenfalls der Abteilung „Oxide mit dem Stoffmengenverhältnis Metall : Sauerstoff = 2 : 3 (M2O3 und verwandte Verbindungen)“, wo Bismit zusammen mit Arsenolith, Chrombismit, Dukeit, Senarmontit, Sillénit und Sphaerobismoit eine unbenannte Gruppe mit der Systemnummer IV/C.02 bildet.
Die von der International Mineralogical Association (IMA) zuletzt 2009 aktualisierte 9. Auflage der Strunz’schen Mineralsystematik ordnet den Bismit in die Abteilung „Metall : Sauerstoff = 2 : 3, 3 : 5 und vergleichbare“ ein. Diese ist weiter unterteilt nach der relativen Größe der beteiligten Kationen. Das Mineral ist hier entsprechend seiner Zusammensetzung in der Unterabteilung „Mit mittelgroßen Kationen“ zu finden, wo es als einziges Mitglied eine unbenannte Gruppe mit der Systemnummer 4.CB.60 bildet.
In der vorwiegend im englischen Sprachraum gebräuchlichen Systematik der Minerale nach Dana hat Bismit die System- und Mineralnummer 04.03.10.02. Das entspricht ebenfalls der Klasse der „Oxide und Hydroxide“ und dort der Abteilung „Oxide“. Hier findet er sich innerhalb der Unterabteilung „Einfache Oxide mit einer Kationenladung von 3+ (A2O3)“ in der „Claudetitgruppe“, in der auch Claudetit und Stibioclaudetit eingeordnet sind.

## Kristallstruktur

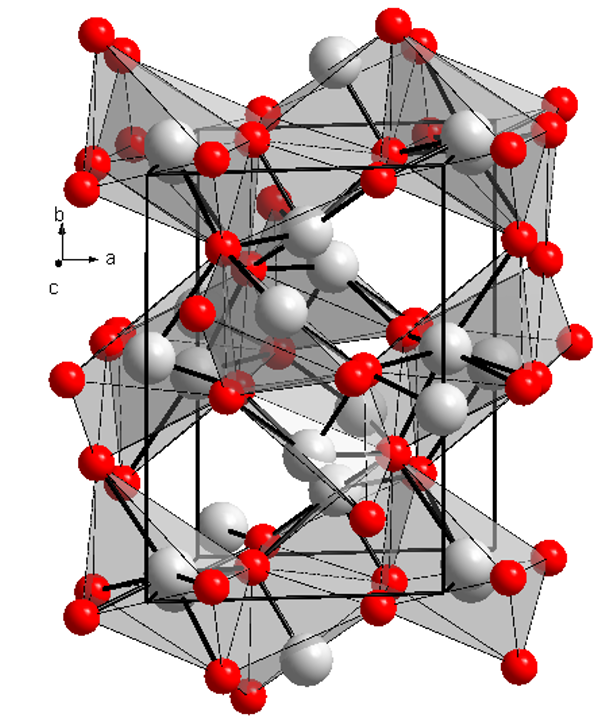
Kristallstruktur von Bismit

Bismit kristallisiert im monoklinen Kristallsystem in der Raumgruppe P21/c (Raumgruppen-Nr. 14) mit den Gitterparametern a = 5,8486 Å; b = 8,1661 Å, c = 7,5097 Å und β = 113,00° sowie vier Formeleinheiten pro Elementarzelle.

## Modifikationen und Varietäten
Die Verbindung Bi2O3 tritt in der Natur dimorph auf und kann neben Bismit auch in der tetragonalen Struktur des Sphaerobismoits in der Raumgruppe P42212 (Raumgruppen-Nr. 94) kristallisieren.

## Bildung und Fundorte

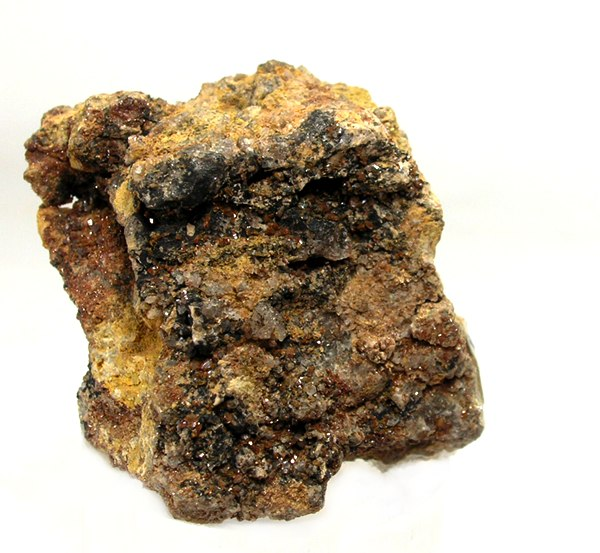
Bismit aus dem Pucher-Schacht, Bergbaugebiet Wolfgang Maaßen, Schneeberg, Erzgebirge, Sachsen (Größe: 2 cm × 3,5 cm × 1,6 cm)

Bismit bildet sich durch Oxidation von Bismut und findet sich daher meist als Überzug, derb und eingesprengt in Pseudomorphosen nach Bismuthinit und Aikinit.
Bisher wurden 156 Fundorte registriert (Stand: 2009), so unter anderem einige Regionen in Australien; Departamento La Paz und Departamento Potosí in Bolivien; am Rio Grande in Brasilien; Guizhou, Qinghai und Yunnan in China; Baden-Württemberg (Schwarzwald), Bayern (Bayerischer und Oberpfälzer Wald), Hessen (Odenwald), Nordrhein-Westfalen und Rheinland-Pfalz (Siegerland), Sachsen-Anhalt (Harz), Sachsen (Erzgebirge) und Thüringen (Vogtland) in Deutschland; Elsass, Auvergne und Bretagne in Frankreich; Attika in Griechenland; England in Großbritannien; Lombardei, Piemont und Sardinien in Italien; Honshū und die Nansei-Inseln in Japan; Ontario in Kanada; Kasachstan; Kivu in der Demokratischen Republik Kongo; Antananarivo und Fianarantsoa auf Madagaskar; Durango in Mexiko; Erongo und Kunene in Namibia; Aust-Agder in Norwegen; Kärnten und Steiermark in Österreich; Niederschlesien in Polen; Russland (nördliche und westsibirische Regionen); Västmanland in Schweden; Kanton Wallis in der Schweiz; Banská Bystrica und bei Košice in der Slowakei; Böhmen in Tschechien; sowie viele Regionen in den USA.